# La Civiltà Cattolica
 (novembre 2024).
Si vous disposez d'ouvrages ou d'articles de référence ou si vous connaissez des sites web de qualité traitant du thème abordé ici, merci de compléter l'article en donnant les références utiles à sa vérifiabilité et en les liant à la section « Notes et références ».
La Civiltà Cattolica est une revue catholique bimensuelle italienne dirigée par des pères de la Compagnie de Jésus. Fondée en 1850 à Naples et immédiatement transférée à Rome, elle est considérée comme une revue semi-officielle du Saint-Siège étant donné les liens particuliers qu'elle entretient avec le Vatican. Elle est dirigée par Nuno da Silva Gonçalves, sj, depuis octobre 2023.

## Histoire
La revue est fondée à Naples par le père Carlo Maria Curci et un groupe de Jésuites, qui souhaitent défendre la « civilisation catholique » (civiltà cattolica), face aux menaces de ceux qu'ils percevaient comme ennemis de l'Église, libéraux et francs-maçons, dans le contexte du Risorgimento italien. Son premier directeur est le même père Curci. Le premier numéro date du 6 avril 1850. Il est rédigé en italien, comme le souhaite Curci, et non pas en latin, comme l’auraient voulu les supérieurs de la Compagnie de Jésus.
Le père Curci obtient l'appui du pape Pie IX, qui souhaite disposer d’un outil moderne pour la défense de la pensée catholique, et celui du cardinal Giacomo Antonelli. En revanche, le Supérieur général des jésuites, le père Jean-Philippe Roothaan, est réticent, craignant la compromission de la Compagnie dans le domaine politique.

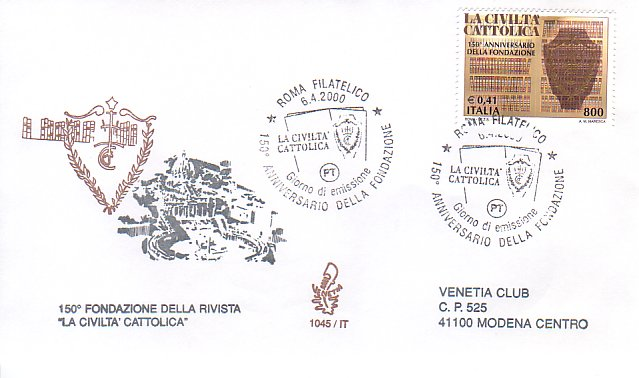
Timbre (italien) émis à l'occasion de son, en 2000.

Comme beaucoup de revues idéologiques du XIXe siècle la Civiltà Cattolica est caractérisée par un ton polémique et combatif. À cause de la censure de la police napolitaine du royaume bourbonien des Deux-Siciles, elle est transférée à Rome en 1850, et apparaît de plus en plus comme l'interprète fidèle des idées et directives du Saint-Siège. Elle reçoit un soutien officiel enthousiaste du pape Pie IX par la lettre Gravissimum supremi... (1860).
La revue prend une part active et militante dans les débats qui agitent l’Italie et l’Église pendant la deuxième moitié du XIXe siècle : elle joue un rôle important dans l’élaboration du Syllabus[réf. nécessaire], publié en 1864 par le pape Pie IX avec l'encyclique Quanta Cura, de même que lors du premier concile du Vatican (1869-1870). Elle favorise aussi le renouveau de la philosophie thomiste, qui s'accomplit pleinement lors du pontificat de Léon XIII (1878-1903).
Par la suite, la revue demeure au premier plan de la scène politique italienne, dominée par les conséquences de l'unification de l'Italie, en particulier la Question romaine. Elle s'oppose aux tenants du libéralisme politique, et lance la polémique contre le modernisme.

## Personnalités liées à la revue

### Directeurs
- Carlo Maria Curci (1850-1853, puis 1861-1865)
- Roberto Tucci (1959-1973)
- Bartolomeo Sorge (1973-1985)
- Gianpaolo Salvini (1985-2011)
- Antonio Spadaro (2011-2023)
- Nuno da Silva Gonçalves (depuis 2023)

### Collaborateurs célèbres
- Federico Lombardi
- Antonio Bresciani[1]
- Jean-Pierre Sonnet[2][source secondaire souhaitée]
- Pierre de Charentenay
- Marc Rastoin
- Pedro Ricardo Barreto
- Gianfranco Ghirlanda
- Pietro Parolin
- Étienne Perrot
- Jean-Claude Hollerich
- Gaël Giraud